# Analiza zadań testowych
Analiza zadań testowych (ang. item analysis) – wartościowanie zadań testowych ze względu na ich przydatność do danego testu osiągnięć szkolnych. Proces oceny zadań, dotyczący zwłaszcza ich trudności i mocy różnicującej. Analiza zadań testowych obejmuje sprawdzenie zadań pod kątem jakościowym oraz ilościowym.

## Analiza jakościowa
Analiza jakościowa ma dostarczyć odpowiedzi na pytanie czy zadanie testowe spełnia oczekiwania jego użytkowników. Do użytkowników można zaliczyć m.in. uczniów oraz nauczycieli.
W analizie jakościowej od zadania testowego wymaga się spełnienia trzech warunków:
1. poprawności dydaktycznej – brak zakłóceń procesu kształcenia. Poprawność ta powinna być poprawnością zarówno rzeczową jak i redakcyjną. Ma przedstawiać jednocześnie odpowiednią trudność.
2. rzetelności – dokładność pomiaru osiągnięć uczniów. Dokładność pomiaru jest związana z czasem pracy ucznia: zadanie nie może być niezgodne z planem testu, powinna być zachowana właściwa trudność oraz nie może sprawdzać czegoś innego niż to, co ma być zmierzone.
3. stosowności – pomiar tych tylko osiągnięć, które winny być sprawdzone. Stosowność to trafność doboru treści zadania, co jest z kolei związane z realizacją założeń planu testu.

## Analiza ilościowa
Analiza ilościowa zadań testowych polega na obliczaniu oraz interpretacji wskaźników statystycznych wyników testowania. Taka analiza jest możliwa po wykonaniu testowania próbnego, lub po testowaniu głównym.
Analiza ilościowa zadania testowego obejmuje trzy właściwości zadań:
1. opuszczanie zadań przez uczniów – wskaźnik pomocniczy poprawności dydaktycznej i stosowności zadania.
2. trudność zadań dla ogółu uczniów (bez względu na płeć, zdolności i warunki uczenia się) – wskaźnik pomocniczy poprawności dydaktycznej.
3. moc różnicująca zadań (ich przydatność do odróżniania uczniów o różnych osiągnięciach w zakresie programowym, który jest objęty konkretnym testem) – główny wskaźnik rzetelności oraz pomocniczy poprawności i stosowności zadania.